# رادیو و تلویزیون استونی
رادیو و تلویزیون استونی (به استونیایی: Eesti Rahvusringhääling) سازمانی است که در سال ۲۰۰۷ برای مدیریت بر شبکه‌های تلویزیون و رادیوهای استونی براساس مصوبه پارلمان این کشور راه‌اندازی شده است.
این سازمان عضو سازمان اتحادیه پخش برنامه‌های اروپایی نیز میباشد.